# Mammillaria deherdtiana
Mammillaria deherdtiana ist eine Pflanzenart aus der Gattung der Mammillaria in der Familie der Kakteengewächse (Cactaceae). Das Artepitheton ehrt den belgischen Gärtner Cyriel De Herdt (* 1931).

## Beschreibung
Mammillaria deherdtiana kommt vorwiegend einzeln vor, mit einer dunkelgrünen sphärischen Vertiefung an der Spitze. Die Warzen sind vorwiegend konisch und etwa 10 mm lang. Auf den Warzen sitzen etwa 20 bis 36 nadelförmige, weiße Randdornen mit einer Länge von 3 bis 18 mm (manchmal leicht gebogen) und null bis sechs hell bis dunkelrotbraunen, manchmal gelblichen Mitteldornen mit einer Länge von 3 bis 20 mm.
Die relativ großen Blüten erreichen einen weit geöffneten Trichter von 50 mm im Durchmesser. In Kultur wurde bei Mammillaria deherdtiana subsp. deherdtiana eine weiß blühende Art beobachtet. In der natürlichen Umgebung blüht im Frühling Mammillaria deherdtiana supsp. dodsonii und erst im Frühsommer Mammillaria deherdtiana supsp. derherdtiana.
Die 3 bis 4 mm langen Früchte sind hellgrün und kugelförmig halb noch im Körper der Pflanze, auf denen die floralen Teile trocken bleiben. Die Samen sind dunkelbraun bis schwarz und ca. 2 mm im Durchmesser.

## Verbreitung, Systematik und Gefährdung
Mammillaria deherdtiana ist in dem mexikanischen Bundesstaat Oaxaca beheimatet. Sie kommt bei Mitla in Höhenlagen ab 3000 Metern vor. Mammillaria deherdtiana subsp. dodsonii wächst sogar in 3100 Meter Höhe etwa 80 Kilometer westlich.
Die Erstbeschreibung erfolgte 1969 durch Stanley J. Farwig.  Ein nomenklatorisches Synonym ist Bartschella deherdtiana (Farwig) Doweld (2000).
Es werden folgende Unterarten unterschieden:
- Mammillaria deherdtiana subsp. deherdtiana Farwig:
Berührungszeilenverhältnis der Warzen 8:13. Die Nominatform hat 33 bis 36 Randdornen mit einer Länge von 0,3 bis 0,6 Zentimeter.
- Mammillaria deherdtiana subsp. dodsonii (Bravo) D.R.Hunt:
Die Erstbeschreibung als Mammillaria dodsonii erfolgte 1970 von Helia Bravo Hollis.[3] David Richard Hunt stellte die Art 1997 als Unterart zu Mammillaria deherdtiana.[4]

In der Roten Liste gefährdeter Arten der IUCN wird die Art als „Vulnerable (VU)“, d. h. als gefährdet geführt.

## Nachweise